# Jane E. Parker
Jane Elizabeth Parker (nacida en 1960) es una científica británica que investiga las respuestas inmunes de las plantas en el Instituto Max Planck para la Investigación de Fitomejoramiento. 

## Biografía
Jane Elizabeth Parker nació en 1960 en Gran Bretaña y completó su licenciatura en la Universidad de Bradford en biología aplicada en 1983. Obtuvo su doctorado en 1986 en la Universidad de Swansea sobre síntesis de proteínas en Euglena.

## Carrera e investigación
Después de su doctorado, fue investigadora postdoctoral en el Instituto Max Planck para la Investigación de Fitomejoramiento. A lo largo de la década de 1990, trabajó en el Laboratorio Sainsbury del Centro John Innes en Norwich Research Park, en Norwich, Inglaterra, pero se fue en agosto de 2001 con su esposo, el Dr. George Coupland, para ocupar un puesto como investigadora independiente en el Instituto Max Planck de Colonia, Alemania.
En 2002, Parker recibió un premio Sofja Kovalevskaja por continuar su investigación sobre las respuestas inmunitarias de las plantas. Investiga cómo las plantas se defienden de los microorganismos que causan enfermedades. Su trabajo consiste en aislar los genes que activan los mecanismos de defensa innatos y combina la genética con la biología molecular para evaluar cómo las plantas pueden evitar las enfermedades. Su investigación ha descubierto que existen múltiples capas de defensa, pero que una proteína, llamada EDS1, que se combina con otras proteínas para formar complejos, es el desencadenante inicial. La respuesta inmune varía según si el complejo formado se desarrolla a partir de la combinación con la proteína PAD4 o SAG101 para iniciar la respuesta de resistencia a la enfermedad.
Desde 2009, ha sido profesora asociada en el Instituto de Genética de la Universidad de Colonia en Alemania. En 2013, fue elegida miembro de la Academia de Ciencias Leopoldina. Ha sido ampliamente publicada e incluida en la lista anual de los científicos más altamente citados de ISI Web of Knowledge para 2015, según lo publicado por Thomson Reuters.

### Publicaciones seleccionadas
De acuerdo con Cluster of Excellence on Plant Sciences, un grupo de organizaciones de investigación científica alemana, se mencionaron los siguientes como los cinco trabajos más importantes de Parker:
- Parker, Jane E; Alcázar, Rubén; García, Ana V; Reymond, Matthieu (19 de noviembre de 2008). «Incremental steps toward incompatibility revealed by Arabidopsis epistatic interactions modulating salicylic acid pathway activation». Proceedings of the National Academy of Sciences of the United States of America (The National Academy of Sciences) 106 (1): 334-339. PMC 2629243. PMID 19106299. doi:10.1073/pnas.0811734106.
- Parker, Jane E; Alcázar, Rubén; García, Ana V; Kronholm, I; de Meaux, J; Koornneef, M; Reymond, Matthieu (diciembre de 2010). «Natural variation at Strubbelig Receptor Kinase 3 drives immune-triggered incompatibilities between Arabidopsis thaliana accessions». Nature Genetics (US National Library of Medicine National Institutes of Health) 42 (12): 1135-1139. PMID 21037570. doi:10.1038/ng.704.
- Parker, Jane E; Stuttmann, J; Hubberten, H.M.; Rietz, S; Kaur, J; Muskett, P; Guerois, R; Bednarek, P et al. (julio de 2011). «Perturbation of Arabidopsis amino acid metabolism causes incompatibility with the adapted biotrophic pathogen Hyaloperonospora arabidopsidis». Plant Cell (American Society of Plant Biologists) 23 (7): 2788-2803. PMC 3226217. PMID 21784950. doi:10.1105/tpc.111.087684.
- Parker, Jane E; Heidrich, Katharina; Wirthmueller, Lennart; Tasset, Céline; Pouzet, Cécile; Deslandes, Laurent (9 de diciembre de 2011). «Arabidopsis EDS1 Connects Pathogen Effector Recognition to Cell Compartment–Specific Immune Responses». Science (American Association for the Advancement of Science) 334 (6061): 1401-1404. PMID 22158818. doi:10.1126/science.1211641.
- Parker, Jane E; Shin, Jieun; Heidrich, Katharina; Sanchez-Villarreal, Alfredo; Davis, Seth J (junio de 2012). «Time for Coffee Represses Accumulation of the MYC2 Transcription Factor to Provide Time-of-Day Regulation of Jasmonate Signaling in Arabidopsis». Plant Cell (American Society of Plant Biologists) 24 (6): 2470-2482. PMC 3406923. PMID 22693280. doi:10.1105/tpc.111.095430.

## Premios y honores
Figura en la lista Thomson de Reuter de los científicos anuales más altamente citados de ISI Web of Knowledge para 2015. Fue elegida miembro de la Organización Europea de Biología Molecular en 2016.